# Wolfgang L. Zagler
Wolfgang L. Zagler (* 29. Januar 1951 in Wien) ist ein österreichischer Forscher und Ingenieur im Bereich des Techniktransfers und Träger der Wilhelm-Exner-Medaille.

## Leben & Wirken
Zagler studierte an der TU Wien Elektrotechnik. Seit 1986 leitet er Fortec Elektronik, wo technische Hilfen für behinderte Personen sowie für alte und gebrechliche Menschen entwickelt werden. Im Jahr 2006 begleitete er die Firmengründung von Treventus Mechatronics. Von Zagler stammt die Produktidee für den ScanRobot, einen vollautomatischen Scanner für Bücher, welcher im Rahmen der Cebit im Jahr 2007 in Hannover mit dem Information-and-Communication-Technologies-Preis der EU prämiert wurde.
Des Weiteren schuf Zagler ein Lesegerät für Blinde, verschiedene Arten von Braille-Displays, Drucksysteme und Übersetzungssoftware für Blindenschrift sowie das modulare Kommunikationssystem Autonom.

## Auszeichnungen
- 2007: Wilhelm-Exner-Medaille